# COPE
La COPE (acrònim de Cadena de Ondas Populares de España) és una de les principals cadenes radiofòniques d'àmbit nacional a Espanya. COPE és la marca comercial utilitzada per Radio Popular SA, els accionistes de la qual són la Conferència Episcopal Espanyola (50%), les diòcesis (20%) i altres institucions religioses com els jesuïtes i els dominics. També hi és present l'ONCE, i anteriorment a la creació de les seves respectives noves cadenes de ràdio, el grup Vocento (Punto Radio) i Planeta (Onda Cero). Encara que la seva programació inclou programes de contingut religiós, especialment els diumenges i dates assenyalades del calendari litúrgic catòlic, com Nadal i Setmana Santa, és una cadena generalista amb programació variada.

## Història

### Creació i inicis (1960-1978)
A principis dels anys 1960 les emissores de l'Església catòlica, unes 200, anomenades emissores parroquials, passen a formar la Cadena de Ondas Populares de España. El desembre de 1964, aquest nombre es redueix pel Plan Transitorio de Ondas Medias para la Radiodifusión, que obliga a una reorganització de l'espectre de l'ona mitjana per adequar-se a les freqüències assignades a l'espai europeu. El mateix pla va obligar també les emissores a iniciar emissions en freqüència modulada.

### La COPE de la dècada de 1980: Luis del Olmo i Encarna Sánchez (1979-1991)
El 1979, després de la publicació del Plan Técnico de Radiodifusión, s'exigeix l'agrupació de totes les emissores dins d'una única societat, Radio Popular SA, el control de la qual el segueix exercint la Conferència Episcopal Espanyola.
El 1983, el popular periodista Luis del Olmo, en aquella època una de les grans estrelles de la radiodifusió espanyola, va abandonar Radio Nacional de España per a incorporar-se a la COPE. El seu programa matinal Protagonistas va passar a difondre's per aquesta cadena i es va convertir en la principal base d'audiència de la cadena durant tota la dècada dels vuitanta. Entre altres continguts, el programa oferia la famosa tertúlia humorística de l'Estado de la Nación, que va comptar amb la participació, entre d'altres, d'Antonio Mingote, Alfonso Ussía, Chumy Chúmez i Luis Sánchez Polack, "Tip".
L'altra gran figura de la cadena era Encarna Sánchez, que entre 1978 i 1981 va saltar a la fama amb un programa de matinada anomenat Encarna de noche i que durant la major part de la dècada va conduir un exitós magazín vespertí anomenat Directamente Encarna.
Luis del Olmo va abandonar la COPE el 1991 per a integrar-se a Onda Cero, en la mateixa època en què la presència d'Encarna Sánchez a la ràdio va començar a disminuir, primer pels seus projectes televisius i després pel deteriorament de la seva salut. Les dues absències van deixar la cadena en una difícil situació.

### La COPE dels nàufrags d'Antena 3 Ràdio (1992-2009)

#### Arribada de les estrelles d'Antena 3: Antonio Herrero i José María García (1992-1998)
El 1992, desproveïda de les seves anteriors estrelles i en mala situació econòmica i d'audiència, la cadena de ràdio va travessar un dur expedient de regulació d'ocupació en el qual dos-cents treballadors van ser acomiadats.
Aquest mateix any, a causa de l'operació de PRISA (posteriorment anul·lada pel Tribunal Suprem) per la qual va comprar el seu principal rival de ràdio, Antena 3, el va tancar i va fer servir les seves freqüències per a una emissora de música clàssica, Sinfo Radio, un grup de periodistes d'aquesta última, liderat pels populars Antonio Herrero i José María García i entre els quals també n'hi havia d'altres, com Luis Herrero i Federico Jiménez Losantos, que es van traslladar a la COPE, amb Antonio Herrero presentant el matinal informatiu La Mañana; Luis Herrero, l'informatiu nocturn La Linterna; Jiménez Losantos com a col·laborador de tots dos programes i ja a la mitjanit, al capdavant dels esports, García, líder fins al 1995. Entre tots, i afegint-hi la continuïtat del programa d'Encarna Sánchez a la tarda, van donar un impuls a tota la cadena, que no passava per bons moments, i la van situar com una de les més importants del país.
En els noranta es van produir dues tràgiques morts: la d'Encarna Sánchez (1996) i la d'Antonio Herrero (1998). Pocs anys després, José María García abandonava la cadena per iniciar un nou projecte a Onda Cero.

#### La travessa del desert: Luis Herrero i Federico Jiménez Losantos (1998-2003)
Que la COPE hagués perdut en tan poc espai de temps les seves tres principals estrelles es va notar de seguida en els índexs d'audiència. Luis Herrero agafaria l'any 1998 les regnes de La Mañana. José Apezarena primer i Federico Jiménez Losantos després substituirien el buit deixat a La Linterna. Les tardes passarien a mans de Cristina López Schlichting i el programa nocturn d'esports, que passaria a anomenar-se El Tirachinas, seria tasca de José Antonio Abellán.
El 2003, Luis Herrero va comunicar que formaria part de les llistes del Partit Popular a les eleccions europees i va deixar la direcció del principal programa de l'emissora, encara que continuaria vinculat a la casa a través de Cowboys de medianoche, tertúlia cinematogràfica d'una hora cada setmana que compartia amb José Luis Garci i Eduardo Torres-Dulce.

#### De la nit al dia: Federico Jiménez Losantos i César Vidal (2003-2009)
En aquests anys, les principals figures de la COPE van ser Federico Jiménez Losantos, que va substituir el 2003 Luis Herrero al capdavant del programa informatiu i d'opinió La Mañana, i César Vidal. Des de llavors, el programa de Losantos va experimentar un continu creixement d'audiència d'acord amb una activa crítica a la política del Govern espanyol presidit per José Luis Rodríguez Zapatero. Probablement arrossegats per l'èxit de Losantos, altres programes, principalment el d'informació nocturna de César Vidal (després d'una temporada amb José Apezarena) i La Linterna, es van col·locar en bones posicions d'audiència, de manera que, en línies generals, la COPE va passar a ser la segona cadena més escoltada d'Espanya, després de la Cadena SER.
El 2005, els grups Vocento i Planeta van abandonar les seves respectives participacions per incompatibilitat amb la titularitat de les seves respectives noves emissores Punto Radio i Onda Cero.
El 4 d'abril de 2009 es va fer públic que la COPE no comptava amb Jiménez Losantos per presentar La Mañana i li va oferir copresentar La Linterna juntament amb César Vidal, amb dues hores per a cadascun, de les quatre de durada del programa, oferta que van rebutjar. Tots dos van abandonar la COPE amb destinació a esRadio en companyia de Luis Herrero i van posar fi a disset anys dels "nàufrags d'Antena 3 Radio", terme emprat per Federico Jiménez Losantos.

### La COPE en l'actualitat (2009): Nacho Villa i Juan Pablo Colmenarejo
Les seves emissions es poden sintonitzar per AM, FM i per mitjà de la ràdio digital DAB pel múltiplex MF-I i través d'Internet.
L'abril del 2009 es va comunicar que els principals locutors de la cadena, Federico Jiménez Losantos i César Vidal, no continuarien al capdavant dels seus programes per a la temporada següent.
Posteriorment es va saber que serien substituïts per Ignacio Villa, Ely del Valle i Enrique Campo, el primer, i per Juan Pablo Colmenarejo, el segon.
Davant dels canvis, també hi ha un lloc per a la continuïtat, ja que tant Cristina López Schlichting com José Antonio Abellán segueixen al capdavant dels seus programes.

## Locutors

### Locutors del passat de la cadena
Entre els periodistes més importants que han passat pels micròfons de COPE al llarg de la seva història i que ja no hi treballen hi trobem: 
- Luis del Olmo (actualment a Punto Radio)
- Encarna Sánchez (†1996)
- José María García (retirat)
- Antonio Herrero (†1998)
- Carlos Herrera (actualment a Onda Cero)
- Matías Antolín
- Luis Herrero (actualment a esRadio)
- Federico Jiménez Losantos (actualment a esRadio)
- César Vidal (actualment a esRadio)

### Locutors en actiu
Altres periodistes han mantingut les seves veus a la COPE durant diverses dècades: Pedro Javier Cáceres (programes taurins), César Lumbreras (agrícola), María José Navarro, María José Bosch, Andrés Arconada (cinema) o el Dr. Pérez Almeida (medicina, gent gran), entre d'altres.
Entre les incorporacions posteriors hi trobem: 
- Nacho Villa de dilluns a divendres no festius a nivell nacional de 6:05-10:00
- Ely del Valle i Enrique Campo de dilluns a divendres no festius a nivell nacional de 10:05-12:00
- Cristina López Schlichting de dilluns a divendres no festius a nivell nacional de 16:05-19:00
- Juan Pablo Colmenarejo de dilluns a divendres que no hi hagi retransmissions esportives en directe de 20:00 a 0:00 (dies Copa d'Europa o Copa del rei de futbol ..., sempre que acabin les 23:00 o abans, des que acaben els partits i fins a les 0:00)
- José Antonio Abellán l'anàlisi del món de l'esport de dilluns a divendres de 0:00 a 1:30, diumenges de 23:00 a 1:00
- Juan Carlos Ramos de dilluns a divendres de 3:00-5:00
- Mario Alcudia diumenges de 9:45-10:00
- Francisco Portela diumenges de 15:45-16:00
- César Lumbreras dissabtes de 8:30 a 10:30
- Oche Cortes de dilluns a divendres de 5:00 a 6:00, dissabtes 21:00-23:00, diumenges de 19:00 a 23:00
- Rafael Sánchez de dissabte 10:00 a 14:00, diumenges 10:30-14:00
- Valle Higueras de dilluns a divendres no festius a nivell nacional de 19:05 a 20:00
- Andrés Arconada dissabtes d'1:30-2:30
- Adolfo Arjona diumenges d'1:00 a 2:30, dilluns a divendres de 20:00 a 22:00
- Rafael Cabrera dilluns d'1:00-4:00
- Manuel María Bru de dilluns a dijous de 15:00 a 15:30, divendres de 15:00 a 16:00
- Mayka Jiménez dissabtes de 5:00-6:00
- Antonio López diumenges de 5:00-6:00
- Faustino Caterina diumenges de 10:00 a 10:30
- José Javier Esparza dimarts a divendres d'1:30-3:00
- José Luis Resten divendres 23:00 a 0:00
- Javier García dissabtes i diumenges de 6:00-8:30
- Paco Ventura de dilluns a divendres de 13:30 a 15:00
- Nacho Doral dissabtes 14:00-14:30, diumenges 14:00-14:30 i 23:00-23:30
- Enrique Beotas dissabtes de 16:05-18:00
- Esteban Pérez Almeida dissabte a dijous de 15:30 a 16:00
- Jerónimo José Martín i Juan Orellana dissabtes i diumenges de 2:30-5:00
- Roberto Pablo dissabtes 19:00-21:00, diumenges 16:00-18:00
- Jose Antonio Abellán i Rafa Sánchez retransmissions esportives dissabtes de 18:00 a 1:00, diumenges de 16:00 a 23:00
- María José Bosch dissabte 2:30-5:00, diumenges 1:00-5:00

## Ideologia i polèmiques
Els seus informatius i els seus principals programes mantenen generalment posicions políticament alineades amb els diferents corrents de la dreta política, mentre que la seva línia editorial s'ajusta a la doctrina social de l'Església.
En els seus darrers anys, al voltant de la cadena han sorgit una sèrie de polèmiques amb diverses autoritats locals i estatals, motivades per les seves crítiques al Govern socialista i determinats partits polítics, com el PSOE i els nacionalistes. Mentre que els seus detractors afirmen que la COPE busca el sensacionalisme amb la intenció d'apujar els índexs d'audiència, els seus seguidors la defensen indicant que és l'únic mitjà de comunicació radiofònic realment crític amb els nacionalismes i les actuacions dels mitjans i partits d'esquerra.

### Disputa amb la Generalitat de Catalunya (Convergència i Unió)
La Generalitat de Catalunya no va renovar el 1998, quan governava CiU, les llicències de la COPE a Barcelona, Manresa i Tarragona, amb l'argumentació que incomplien la normativa d'emissió en català. La Cadena COPE va recórrer aquesta denegació davant el Tribunal Superior de Justícia de Catalunya, que va permetre a la cadena seguir emetent. Poc després, va presentar un altre recurs davant el Tribunal Suprem, el qual va declarar il·legal la no renovació de la llicència, en no poder-se aplicar normatives amb efectes retroactius, amb la qual cosa el 19 d'abril de 2006 la Generalitat de Catalunya va renovar les llicències fins a l'any 2008

### Conflictes amb el govern de Zapatero i el tripartit català
Durant el govern socialista de José Luis Rodríguez Zapatero, entre 2004 i 2007, creix de forma important l'enfrontament entre la COPE d'una banda, i el PSOE i els partits que suporten els governs d'Espanya i de Catalunya (PSC, ICV i ERC).
Des de l'emissora, i de forma destacada des del programa matinal La Mañana, que dirigia i presentava Federico Jiménez Losantos, es mantenia una postura molt crítica amb el govern de José Luis Rodríguez Zapatero, i el catalanisme, especialment pel que fa a la política lingüística en el seu sistema educatiu, en la qual el català s'estableix com a llengua vehicular en l'ensenyament. Per als partits polítics afectats, l'agressivitat, les desqualificacions i mofes personals, i les acusacions que es llancen des de la cadena sobrepassen els límits de la llibertat d'expressió, i més tenint en compte el caràcter catòlic dels propietaris del mitjà. Per a molts altres, van ser les declaracions del ministre d'Indústria José Montilla, del qual depenia la regulació de l'espai radioelèctric, en què acusava la cadena de "llançar missatges que inciten a l'odi, la divisió i la confrontació", les que van suposar una amenaça a la llibertat d'expressió de la COPE, de manera que el desembre de 2005 l'europarlamentari del PP Luis Herrero promou un Manifest de suport a la COPE davant el Parlament Europeu que va acabar superant les 500.000 adhesions, i en el qual es denunciava un presumpte assetjament del Govern a la cadena.
La cadena es converteix en notícia i apareix habitualment en altres mitjans de comunicació de tot signe, sigui com a notícia, crítica o caricatura en els programes d'humor. Tot i la tensió, i segons els seus detractors en part per ella, aquest període coincideix amb uns dels millors índexs d'audiència en la història de la COPE.

### Polèmica de l'Estudio General de Medios
A març de 2006 la COPE apareix embolicada en una nova polèmica per la interferència d'un dels seus locutors en les enquestes de l'Estudio General de Medios (EGM), les quals es fan servir per obtenir les dades d'audiència de les cadenes radiofòniques. La recerca liderada per José Antonio Abellán (responsable d'esports a la COPE), va consistir a infiltrar a dos periodistes entre els enquestadors, perquè comprovessin les tècniques que treballadors i supervisors fan servir per «agilitzar» la seva feina, arribant ells mateixos a incloure algunes «irregularitats clamoroses» amb la finalitat de posar a prova els mètodes de control.
Segons la cadena, el propòsit de la maniobra era denunciar la vulnerabilitat de l'estudi (la COPE va donar suport a aquesta motivació amb l'argument que havia registrat les dades davant de notari abans que l'assumpte fos fet públic), mentre que la resta d'associats de l'EGM van acusar la cadena de manipulació, en haver infiltrat a persones pagades per la cadena entre els enquestadors de la primera onada de l'any 2006.
La cadena va ser expulsada de l'AIMC i de l'EGM per acord de la Junta General de l'associació, a causa de les "greus infraccions comeses" (segons José Antonio Abellán, les infraccions consistien a fer públiques discrepàncies internes). La COPE també va ser acusada per l'AIMC entre altres coses d'inflar les dades d'audiència dels programes de José Antonio Abellán.
La COPE va considerar l'expulsió improcedent i va interposar accions legals en els tribunals. El 25 d'abril de 2006, un jutjat de Madrid va suspendre cautelarment aquesta expulsió fins que es resolgués la impugnació presentada per la COPE.
L'enfrontament acaba quan el juliol de 2006 la COPE arriba a un acord amb l'AIMC pel qual la cadena tornava a formar part de l'EGM, retirava el recurs contra la seva expulsió dels tribunals, i assumia el pagament de 125.000 euros en concepte de despeses originades a l'AIMC.

## Programes de la COPE el 2009
- La Mañana(amb Nacho Villa).
- La Mañana fin de semana(amb Javier García).
- La Tarde con Cristina(amb Cristina López Schlichting).
- [La Linterna(amb Juan Pablo Colmenarejo).
- Momentos(amb Luís Rodriguez).
- El Tirachinas(amb José Antonio Abellán).
- El Albero(amb Rafael Cabrera Bonet).
- Agropopular(amb César Lumbreras).
- Los Deganos(amb Dr Pérez Almeida).
- Tiempo de Juego(amb José Antonio Abellan, Rafael Sánchez i Isaac Fouto).
- La Estrella Polar(amb José Javier Esparza).
- A Cielo Abierto(amb Juan Carlos Ramos).
- Programació Socioreligiosa (diversos programes, amb Manuel Mª Bru).
- Al Sur de la Semana(amb Rafael Sánchez).
- La Luna en COPE(amb María José Bosch).
- Cineycope(amb Andrés Arconada).
- La Palestra(amb Paco Ventura).
- La Rebotica(amb Enrique Beotas).
- La Palestra a la Carta(amb Lola Pérez-Collado i Ana Luisa Pombo).
- Bueno es Saberlo(amb Valle Higueras).
- Hablamos de Caza y Pesca(amb Antonio López).

## Consell d'Administració
- President i delegat Fernando Giménez Barriocanal
- Vicepresident: Tomás Juárez Garcia-Gasco
  - José Luis del Rincón Cibrian (UMAS)
  - Estanislao Rodríguez-Ponga
  - Carlos Mayor Oreja
  - Luis Colina Lorda (Diario de Navarra, S.A.)
  - Alfredo Montes García (Cerix Global Hispania SL)
  - Fernando Cruz-Conde Suárez de Tangil (Cajasur)
  - José Manuel Vargas Gómez (Corporación Nuevos Medios Audiovisuales, SL)
  - Antonio Major Vila (ONCE)
  - Secretari: Rafael Pérez del Puerto

## Altres mitjans del grup
El grup COPE té a més altres mitjans de comunicació. Els més destacats són: 
- A nivell nacional: 13 TV

- A nivell autonòmic, provincial o local: Xarxa de cadenes de TV Popular TV locals, provincials o autonòmiques, Metropolitan TV autonòmics, locals y diferents 13 TV locals, provincials o autonòmics en una futura xarxa de cadenes locals, provincials o autonòmiques 14 TV, que pertanyen o estan associades a Cadena de Ondas Populares Españolas. Popular TV del Mediterraneo, Comunidad Valenciana (Associada a Popular TV-

Televisión Comarca Besaya (Anievas, Arenas de Iguña, Bárcena de Pie de Concha, Cartes, Cieza, Los Corrales de Buelna, Miengo, Molledo, Polanco, San Felices de Buelna, Suances i Torrelavega) Cantabria (Associada a Popular TV-13 TV)
Televisión Campo de Gibraltar (Algeciras, Los Barrios, La Línea de la Concepción, San Roque, Tarifa, Castellar de la Frontera i Jimena de la Frontera) Cádiz (Associada a Popular TV-13 TV)
Metropolitan TV
- En radio: A nivell nacional: COPE (ABC Punto Radio)

Cadena 100
MegaStar FM
- A nivell autonòmic, provincial o local: Rock FM, anteriorment coneguda com a Rock & Gol.

Gestiona Radio (va deixar d'estar vinculada a Cadena de Ondas Populares Españolas). El 15 de Septiembre de 2010 el Grupo COPE va vendre la seva participació del 70% en Gestiona Radio a Borja Nocito i a Gonzalo Giráldez (nou Director General), per 140.000,00 euros. El motiu de la venda interès de COPE de centrar-se exclusivament en el seu producte en un entorn en crisis. Actualment, emet a través d'internet en www.gestionaradio.com, en el 94.8 y 108.0 de la Freqüència Modulada de Madrid, en el 100.7 de Freqüència Modulada de Valencia, el 94.2 y 94.4 de Barcelona, tot i que ha nascut amb la intenció de tindre presència en tot el territori nacional.
Herri Irratia (va deixar d'estar vinculada a Cadena de Ondas Populares Españolas). Tota la Comunitat Autònoma del País Basc. Associada a COPE fins a 25 de març de 2010 que la cadena fou venuda al Grupo Noticias Onda Vasca, per a donar com a resultat Herri Irratia-Onda Vasca. Després de la compra per part de Grupo Noticias Onda Vasca, es desvincula totalment del grupo sociedad anónima Radio Popular més conegut per COPE.